# ヘイスティングス城
ヘイスティングス城（ヘイステングスじょう、Hastings Castle）は、英国イースト・サセックス州ヘイスティングスにある城。イギリス海峡に面しており、その大部分が崩れてしまっている。

## 歴史
1066年にノルマンディー公ギヨーム（後のウィリアム1世）がイングランドに上陸した際、ペヴェンズィー、ヘイスティングス、ドーバーの3箇所に砦を築いた。その中でヘイスティングス城はモット・アンド・ベーリーで築かれ、ヘイスティングスの戦いの拠点として利用された。1070年、ウィリアムは改めてこの城をセント・メアリー教会の近くに建て直すことを命じた。
ノルマン朝時代、この城はウー伯爵家によって代々所有されてきたが、ジョン王はフランスのルイ8世に奪われることを恐れて城の破壊を命じた。しかしその後1220年にヘンリー3世の命によって城が再建された。
ただ、ウー伯爵家の相続人であったウィリアムはフランスの資産維持を優先させたためにこの城の相続を拒否した。そのため1242年、ヘンリー3世は義理の叔父であるピーター・オブ・サヴォイに城とその領地を与え、彼は亡くなるまでこの地を治めた。
1287年、大きな嵐がイングランド南部の海岸を襲い、やわらかい砂岩でできたこの城はその大部分が崩壊した。
さらに1339年と1377年にはヘイスティングスがフランス軍に襲撃され、町の多くの建物が焼失した。14世紀にはこの城は放置され、多くの部分が海へと落下してしまった。
その後1591年にトーマス・ペラムがこの地を購入した。その後この土地は農業用に利用され、城の存在は忘れられてしまった。
1824年、当時の所有者だったチチェスター伯爵がこの遺跡の考古学調査を命じた。この調査の結果礼拝堂の床や構造物の一部は、地面に落ちていた瓦礫を利用して再構築された。
しかしこの城は第二次世界大戦中に爆撃目標となり、さらに崩壊が進んだ。1951年、ヘイスティングス・コーポレーションがこの地を買い取り、観光地として整備した。